# Leptothrips distalis
Leptothrips distalis är en insektsart som först beskrevs av Ian A. Hood 1925.  Leptothrips distalis ingår i släktet Leptothrips och familjen rörtripsar. Inga underarter finns listade i Catalogue of Life.